# Conscience collective
La conscience collective est une notion de sociologie et de psychologie qui se rapporte aux croyances, comportements et objets mentaux partagés par les membres d'une collectivité. La conscience collective fonctionne comme une force séparée par rapport à la conscience individuelle, qu'elle domine généralement. 

## Concept

### Idée d'une conscience de groupe avant Durkheim
L'idée d'une conscience unique pour un groupe d'individus est présente dans la philosophie politique du XVIIIe siècle. Jean-Jacques Rousseau mobilise le concept de volonté générale. L'idée est reprise au siècle suivant par Auguste Comte, qui utilise le terme de consensus.
Les premiers ouvrages traitant de la psychologie des masses au cours du XIXe siècle mobilisent l'idée d'une âme collective qui traverse un groupe social. Un des pères fondateurs de la psychologie des foules, Gustave Le Bon, présente cette théorie dans la Psychologie des Foules , sorti en 1895. Il définit la foule comme « une réunion d'individus quelconques, quels que soient leur nationalité, leur profession ou leur sexe, quels que soient aussi les hasards qui les rassemblent », et écrit que lorsqu'ils se rassemblent, il « se forme une âme collective, transitoire sans doute, mais présentant des caractères très nets. La collectivité devient alors ce que, faute d'une expression meilleure, j'appellerai une foule organisée, ou, si l'on préfère, une foule psychologique. Elle forme un seul être et se trouve soumise à la loi de l'unité mentale des foules ».

### Création du concept dans une réflexion sur la solidarité de la société
L'idée est reprise quelques décennies plus tard par le sociologue Émile Durkheim, qui forge l'expression de « conscience collective ». Il la définit comme un système de valeurs partagé par une population, sur laquelle chaque être socialisé se règle pour convenir à la société dans laquelle il habite.
Durkheim écrit que l'industrialisation, causant une urbanisation massive, permet la division du travail dans la société ; or, elle a pour conséquence le passage d'une solidarité mécanique (qu'on retrouve chez les sociétés primitives : je m'entends avec mon prochain parce qu'il me ressemble, il est de mon village) à une solidarité organique (les sociétés modernes). Les individus peuvent exercer des fonctions différentes et vivre librement, mais cette affirmation de l'individu et le développement de la conscience individuelle affaiblissent la conscience collective. Cet affaiblissement de la conscience collective favorise en retour le développement de comportements déviants.

### Utilisations ultérieures
Féconde, la notion est reprise par d’autres sociologues et psychologues. Le philosophe Arthur Bauer écrit en 1912 un livre intitulé La Conscience collective et la morale. 
Maurice Halbwachs l'utilise également en 1939.

## Critiques

### Individualité de la conscience collective
L'expression d'une « âme de la foule » a d'abord été critiquée par Freud, qui, dans L'analyse du Moi et la psychologie des foules (Massenpsychologie und Ich-Analysis), a affirmé que l'inconscient était individuel, et que la formation des foules pouvait s'expliquer par la psychanalyse, sans distinguer celle-ci d'une psychologie collective.
Le théoricien du droit Hans Kelsen a réitéré cette critique, en englobant la notion hégélienne de Volksgeist (Esprit du peuple) et en ciblant particulièrement Durkheim, en affirmant qu'il s'agissait d'une hypostase de relations inter-individuelles :
« C’est comme si, outre l’âme singulière, on voulait prendre en compte une âme collective remplissant l’intervalle entre les individus, englobant tous les individus (…) pensée dans ses ultimes conséquences – du fait qu’une âme sans corps est empiriquement impossible –, cette représentation conduit nécessairement à imaginer à son tour un corps collectif tout aussi différent des corps individuels, dans lesquels on place l’âme collective. C’est par ce biais que la sociologie psychologique est amenée à l’hypostase qui caractérise la théorie de la société dite organique, une hypostase qui confine au mythologique. »
— Hans Kelsen, « La notion d’État et la psychologie des foules », 1922

### Contradiction épistémologique
Georges Gurvitch critique la position de Durkheim en relevant ce qu'il considère être une contradiction fondamentale de l'idée de conscience collective, mais aussi dans la philosophie structuraliste. Il relève que, pour Durkheim, la conscience collective est permise par un ensemble de valeurs et de symboles qu'une société a en partage ; mais si l'on suit Durkheim, ces symboles et valeurs sont à la fois producteurs de commun et produits du commun. La conscience collective ne peut donc pas être une conscience statique que la structure sociale créerait et transmettrait aux êtres sociaux.